# John Bertrand
John Bertrand, John Edwin Bertrand, né le 20 décembre 1946 à Melbourne, est un skipper australien.

## Biographie
Représentant le Royal Perth Yacht Club, Il est le skipper du bateau australien Australia II qui, en 1983, met fin à 132 années de domination américaine sur la Coupe de l'America. Après avoir été mené 3 à 1, il finit par battre le bateau américain Liberty barré par Dennis Conner sur le score de 4 à 3.
Son bateau présentait une quille à ailettes (winglets), une innovation gardée secrète jusqu'au dernier moment. 
Il a plus tard écrit, en collaboration avec l'écrivain Patrick Robinson, Born to Win, livre dans lequel il explique la stratégie qui a conduit à cette victoire.

## Palmarès

### Coupe de l'America
- Victoire en 1983 avec Australia II.

### Jeux olympiques
- Médaille de bronze en Finn aux jeux olympiques de 1976